# Јулије и Јулијан
Јулије и Јулијан су хришћански светитељи, рођена браћа из грчке области Мирмидоније.
Одмалена су васпитани у хришћанству, са заветом да ће живети увек у девству и служити цркви. Јулије је био презвитер а Јулијан ђакон. Од цара Теодосија Млађег издејствовали су дозволу, да могу по целом царству рушити кумире и зидати хришћанске цркве. Као два апостола ова браћа су обраћали нехришћане у хришћане по Истоку и Западу Римског царства. Јулије и Јулијан су сазидали око стотину цркава. Преминули су у близини града Медиолана. Становници Медиолана призивају светог Јулија у помоћ против вукова.
Српска православна црква слави их 21. јуна по црквеном, а 4. јула по грегоријанском календару.